# Théodore Moutard
Théodore Florentin Moutard, född den 27 juli 1827 i Soultz (departementet Haut-Rhin), död den 10 mars 1901 i Paris, var en fransk ingenjör och matematiker.
Moutard studerade vid École des mines 1846–1849. Han tillhörde därefter corps des mines, med undantag av några månader 1852, till sin pensionering som generalinspektör 1897. Moutard var även professor i matematik vid École des mines 1875–1900. Han tilldelades Ponceletpriset 1879.